# Ghetto de Moguilev
| \| Moguilev \| Localisation de Moguilev sur la carte de la Biélorussie. |
| Moguilev                                                                |

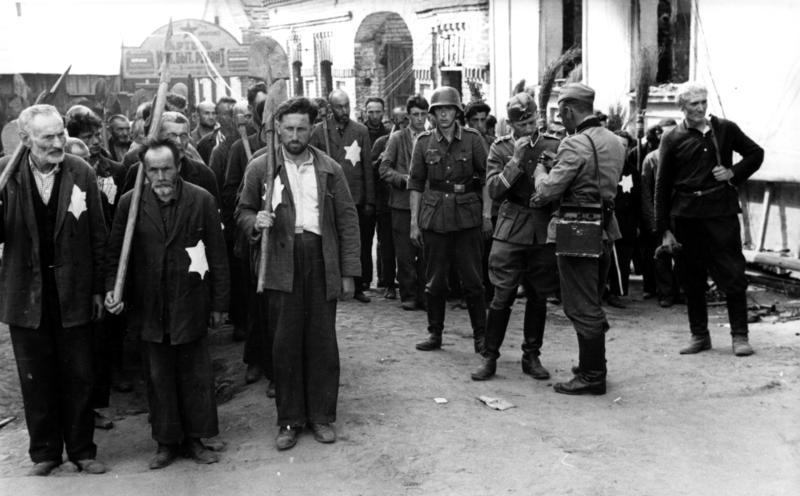
Bundesarchiv Bild 101I- 138-1083-26, Russie, Moguilev, Zwangsarbeit von Juden

Le Ghetto de Moguilev — (13 août 1941—1943) (en russe : Могилёвское гетто) — est un emplacement de déportation des Juifs de la ville de Moguilev (en russe : Могилёв, en biélorusse : Магілёў, Mahiliow) et des environs, selon un processus de poursuite et d'extermination des Juifs appelé l'Holocauste (Holocauste en Biélorussie), pendant la période d'occupation du territoire biélorusse par les forces d'occupation du Troisième Reich durant la Seconde Guerre mondiale.
Suivant le recensement de la population de 1939, la ville de Moguilev comptait 19 715 juifs — 19,83 % de la population totale. Le chiffre approximatif des victimes de ce ghetto fut de dix à douze mille morts.

## Occupation de Moguilev
La ville de Moguilev est située dans la partie nord-est de la Biélorussie. L'armée allemande se rapproche de Moscou distante encore de 440 km. L'invasion allemande du territoire (l'opération Barbarossa débute le 22 juin 1941), a pris quelques semaines, si bien que, contrairement à ce qui se passa dans les villes situées plus au sud et à l'ouest, beaucoup de Juifs avaient pu évacuer avant l'occupation de la ville et une partie des hommes s'était engagée dans les rangs de l'Armée rouge. Le nombre exact de Juifs qui sont restés à Moguilev jusqu'à l'arrivée des Allemands n'est donc pas établi avec précision.
Le 26 juillet 1941, la ville fut prise par les forces allemandes et son occupation se poursuivit durant deux ans et onze mois : jusqu'au 28 juin 1944. Le pouvoir d'occupation fut partagé entre la Kommandantur locale (Ortskommandantur I/292 major Krantz -майор Кранц) et la Kommandantur de département (Feldskommandantur 191 colonel Yachtvitz - (en russe : полковник Ячвиц), cette dernière ayant autorité sur la première. Par la suite elles furent remplacées par l'Ortskommandantur I/843 en 1942—1943, puis par l'Ortskommandantur I/906 en 1943 et encore la Feldskommandantur 813 en avril 1942—1943. À Moguilev même, se trouvait la résidence des chefs des Schutzstaffel (SS) et de la police de la zone « Russie-centrale » : l'Obergruppenfuhrer SS Erich von dem Bach-Zelewski et l'état-major de l'arrière-front Groupe d'armées Centre, que dirigeait le général Max von Schenckendorff.

## Avant la création du ghetto
Depuis le début de l'occupation, dans le cadre de la solution finale, des mesures de discrimination furent prises immédiatement à l'égard des Juifs de Moguilev. Le couvre-feu fut instauré avec l'interdiction de se trouver dans la rue après 17 heures. Les Juifs étaient obligés de porter sur la poitrine et sur le dos un tissu en forme d'étoile à six branches Étoile jaune. Il était interdit aux Juifs de marcher sur les trottoirs. Ils étaient affectés à des travaux pénibles et lourds. La population locale se voyait interdire d'entrer en contact avec les juifs et surtout de leur vendre de la nourriture.
La mesure la plus importante et la plus lourde de conséquence, qui fut prise par les nazis à Moguilev, au début du mois d'août 1941, est l'enregistrement de la population. Le judenrat prit une part active à cette mesure de contrainte autoritaire en constituant un « comité juif ». Le recensement des Juifs de Moguilev fut effectué par un président et trois membres du comité juif ; 6 437 personnes furent enregistrées. Dans un communiqué donné par le maire de Moguilev (Felitsine) aux forces d'occupations, il est affirmé que l'enregistrement des juifs de la ville avait été organisé à partir du 28 août 1941 par le Judenrat. Le chiffre qui ressortit de ce dénombrement ne reflète pas la situation réelle, car au moment où se déroulait la défense de Moguilev (ru) l'aviation allemande bombarda la ville à plusieurs reprises, et beaucoup de juifs, restés en vie, abandonnèrent leur maison. De plus une partie de la population juive de Moguilev se cacha, ne souhaitant pas tomber volontairement aux mains des nazis.

## Création du ghetto

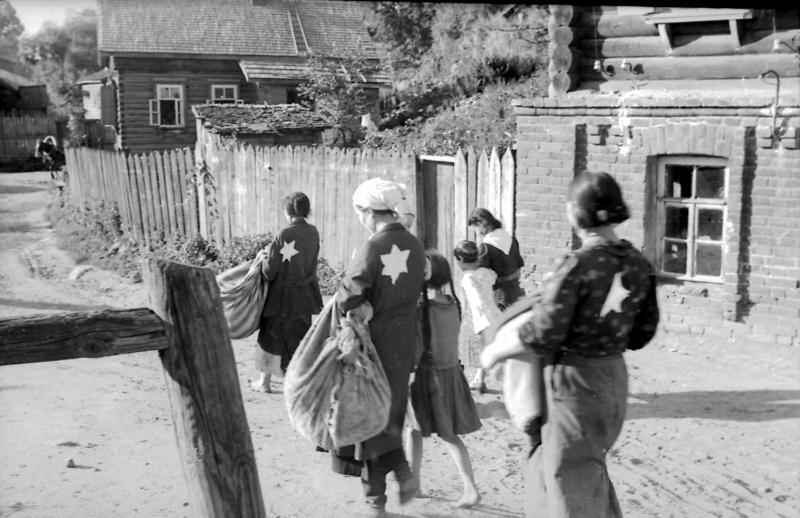
Déplacement des Juifs dans le ghetto en juin 1941.

Dès les premiers jours de l'occupation, les Allemands se mirent à la recherche des Juifs de la « première catégorie ». Les nazis considéraient comme tels ceux qui étaient capables d'organiser une résistance, en étant membres actifs dans la lutte contre le fascisme. C'est pourquoi les nazis les exécutèrent immédiatement. Ainsi, en août 1941, le groupe de sécurité des Sicherheitsdienst et les Einsatzgruppen no 8 (Commandant : le docteur Bradchif)) exécutèrent 80 juifs. Parmi ceux-ci les militants de parti Astrov et Khavkine, le directeur de l'entreprise Rosenberg.
La deuxième catégorie de Juifs se composait du reste de la population juive ; elle fut conduite vers l'isolement du reste de la population. Le 13 août 1941 apparut sur les murs l'obligation, signée par le chef de la municipalité, le maire Felitsine, exprimée en ces termes : « Par ordre de Monsieur le commandant de la ville de Moguilev, toutes les personnes de nationalité juive des deux sexes ont l'obligation dans les 24 heures de quitter les limites de la ville et de déménager dans la zone du GHETTO. Les personnes qui n'auront pas respecté cet ordre dans le délai donné, seront emmenées de force par la police et leurs biens seront confisqués ».
Les Juifs de Moguilev furent conduits par la rue Grajdanskaïa (en russe : Гражданская улица), dans le quartier de la ville dénommé Podnikol. En outre, avaient été ajoutés au nombre des premiers, des Juifs des villages de Varotychiny et de Kniajitz (villages du raion de Moguilev).
En septembre 1941, le ghetto fut transféré sur les bords de la rivière Doubrovenka (ru) entre le marché Bykhovsk et la rue Vilenska (actuelle rue Lazarenko). C'est le maire de la ville, Félitsine, qui choisit l'emplacement. Le transfert vers celui-ci eut lieu probablement le 30 septembre 1941. La responsabilité de l'exécution de l'ordonnance de l'isolation des Juifs dans cet endroit fut confiée au Judenrat : « le comité juif répondra du déplacement de la population juive dans les délais prescrits. Le non-respect de cette ordonnance sera sévèrement puni ». Les occupants obligèrent le comité juif à payer les frais du déménagement dans le ghetto, soit la somme de 50 000 roubles dans les 24 heures. Les nazis ajoutèrent encore au ghetto 108 Juifs de Selets, après les avoir traqués dans quelques maisons de la rue Vilenska.
Le territoire du ghetto fut gardé par la gendarmerie et par des policiers auxiliaires biélorusses favorables à la collaboration. La clôture du ghetto de Moguilev dut être installée par les prisonniers eux-mêmes : « Le Ghetto juif, après la fin des déménagements devra être enclos provisoirement de fil de fer barbelé. Et, ensuite, sous la direction de l'administration de la ville, la population juive l'entourera de palissades en bois ». Après la fermeture du ghetto, il fut interdit d'en sortir : « À la porte du Ghetto devait figurer le panneau d'interdiction suivant : "Localité habitée par des juifs". L'entrée est interdite aux non-juifs ». Le ghetto de Moguilev, était donc un ghetto de type fermé.
Après le déménagement dans le ghetto, les nazis obligèrent le judenrat à transmettre dans les trois jours à la municipalité des renseignements sur les Juifs qui s'étaient échappés et qui se trouvaient hors des lieux d'isolement dans le ghetto.
Selon plusieurs témoins, outre le ghetto de Podnikol, près de la Doubrovenka, il existait encore un autre endroit de concentration de Juifs, qui se trouvait sur un terrain enclos, près de l'actuel hôtel « Moguilev ». Il peut être classé comme point de rassemblement des victimes condamnées à être fusillées. Les détentions de longue durée, elles, se faisaient à l'usine Strommachina (ru) (« Строммашина »).
Les forces d'occupation obligèrent le judenrat de Moguilev à prendre une quinzaine d'hommes à titre de police juive. « Tous les membres du service d'ordre juif doivent porter un brassard muni de l'inscription : -service d'ordre juif de la ville de Moguilev- et un numéro matricule ».

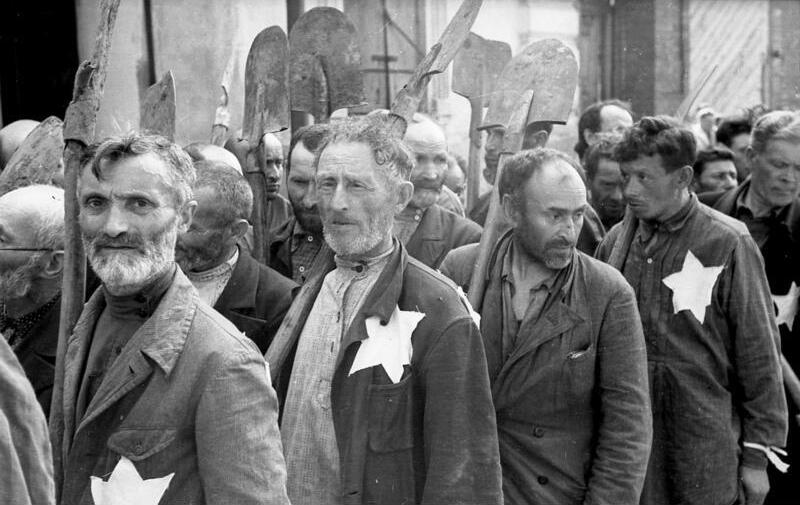
Bundesarchiv Bild 101I-138-1083-20, Russland, Mogilew, Zwangsarbeit von Juden

## Conditions de vie dans le ghetto
Le régime de maintien par la force des Juifs dans le ghetto fut terriblement cruel. Dans chaque maison de la Doubrovenka s'entassaient jusqu'à 40-60 personnes. Les produits alimentaires manquaient. Tous les prisonniers aptes au travail étaient contraints d'effectuer des travaux physiquement lourds.
Le but des occupants était d'humilier et d'offenser pour détruire les sentiments patriotiques des prisonniers du ghetto. Les jeunes Juifs étaient sans cesse battus et matraqués, quant aux vieux, on se moquait d'eux en leur coupant barbes et moustaches.
Les fusillades se poursuivaient sans arrêt. 337 Juifs furent ainsi exécutés, sous l'accusation de « comportement insolent ». Deux Juifs furent tués parce qu'ils ne portaient pas l'étoile jaune, deux autres encore furent exécutés comme agents du NKVD, trois furent fusillés après la découverte sur eux de substances explosives, quatre pour refus de travailler, huit furent exécutés pour « incitation et propagande ».

## Destruction du ghetto
La seule réclusion dans le ghetto entrainait déjà la mort des Juifs. Les gens étaient fusillés devant leurs propres maisons. « À Moguilev les juifs tentèrent aussi de saboter le déménagement vers le ghetto. 113 Juifs furent tués pour cette raison ».
En octobre 1941, les occupants organisèrent deux « actions » (c'est par cet euphémisme que les nazis appelaient leurs organisations de massacres de masses) pour la destruction du ghetto de Doubrovenka. Le premier massacre de masse, la première « action » eut lieu les 2-3 octobre 1941. Les exécuteurs de Juifs furent l'Einsatzgruppen, les bataillons de police 316e et 322e, et aussi le 51e bataillon ukrainien de protection actif dans la Collaboration biélorusse pendant la Seconde Guerre mondiale et le détachement « Waldenburg », qui tuèrent 2 273 Juifs. Parmi eux, 65 furent tués directement dans le ghetto le 2 octobre 1941. Si bien qu'il restait encore 2 208 personnes au début du refoulement dans l'usine de « Dimitrov ». Celles-ci furent fusillées le 3 octobre 1941 au cimetière juif de Machekovsk.
La seconde « action » se déroule le 19 octobre 1941. Y participèrent les Einsatzgruppen, les bataillons de police 316e et 322e, et aussi le 51e bataillon ukrainien de protection actif au sein de la Collaboration biélorusse pendant la Seconde Guerre mondiale. 3 726 Juifs furent fusillés probablement aux villages de Kasimirovk (ru) et Novapachkov (ru). L'extermination des prisonniers du ghetto se déroula dans les deux cas selon un scénario identique : « Automne 1941. Il faisait déjà très froid. Les Allemands sont arrivés dans le ghetto avec de nombreuses voitures, ils commencèrent à chasser les juifs hors de leur maison et à les embarquer dans les voitures. Dans le ghetto c'étaient les cris, les pleurs, les hurlements. Ceux qui ne pouvaient pas marcher étaient fusillés sur place. J'ai vu cela de mes yeux. Toutes les voitures étaient recouvertes d'une bâche ».
La date de la fusillade d'environ 4 800 Juifs dans le village de Polikovitch (ru) n'est pas connue à ce jour.

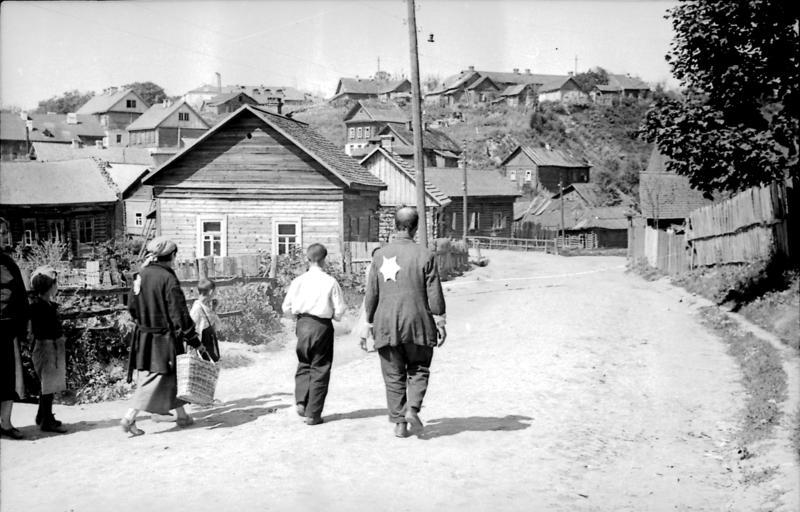
Bundesarchiv Bild 101I-138-1091-31A, Russland, Mogilew, Juifs rue du village à Moguilev/ Juden auf Dorfstraße

À Moguilev, pour tuer leurs victimes, les Allemands adaptèrent des équipements spéciaux sur des véhicules automobiles qui étaient appelés Gaswagen (aussi surnommées « douchégoubki » en russe). Ces instruments de la mort se présentaient comme des véhicules à triples essieux générateurs de gaz de couleur sombre. Les gens étaient tués par l'introduction des gaz d’échappement dans la cabine hermétiquement fermée. La liquidation du ghetto à Doubrovenka entraîna le pillage des biens qui restaient encore aux mains des Juifs. Les maisons étaient fouillées pour rechercher les objets de valeur, des vêtements convenables, et des ustensiles ménagers.
La destruction du ghetto à Doubrovenka termina provisoirement la première période de l'histoire de la Shoah à Moguilev. La seconde période fut davantage celle durant laquelle les Allemands s'occupèrent des Juifs de la « troisième catégorie » : les spécialistes et les artisans dont les nazis avaient besoin et qu'ils tuèrent pour cette raison en dernier lieu. Cordonniers, bourreliers, serruriers, forgerons, menuisiers, couturiers, ferblantiers, tanneurs, vitriers, peintres en bâtiment furent faits prisonniers et contraints au travail obligatoire à l'usine de Dimitrova qui s'appelait Strommachina (ru) (en russe « Строммашина »). Environ 1 000—1 500 Juifs furent enfermés là à la fin septembre 1941. Au début, ce camp fut vraisemblablement occupé par des Juifs uniquement et était une espèce de camp de travail de type fermé : il était surveillé et il était interdit d'en sortir. Suivant le chercheur L.M. Najmарk, après la liquidation du camp à Doubrovenka, un grand nombre de Juifs furent amenés et tués à cet endroit. Le travail de ces Juifs prisonniers consistait en des travaux physiquement très lourds, soit liés à leur spécialité, soit sans liens avec elle.
Par exemple, les travailleurs juifs furent utilisés pour inhumer les victimes des tueries au gaz à l'automne 1941 soit 1 200 malades de la clinique psychiatrique de l'oblast de Moguilev.
Les Juifs étaient maîtres artisans dans différents métiers : cordonnerie, couture, serrurerie, savonnerie, mais aussi dans la forge et dans la charpenterie. Les habitants du camp de travaux forcés étaient peu nourris. Le matin on leur donnait 150-200 grammes d'un ersatz de pain, et le soir une soupe, dans laquelle, habituellement, on ajoutait de la viande de cheval crevé, ou de chiens et chats morts. Chaque dimanche les Allemands procédaient au nettoyage, enlevant ce qu'ils appelaient les « équipiers du ciel » ; en réalité ce qui voulait dire : les cadavres des Juifs morts durant la semaine. Le manque de nourriture et les mesures de répression dans le camp provoquaient chaque jour le décès de 15-20 prisonniers. Il y eut aussi des cas d'épidémies de typhus à cause de la promiscuité et de l'absence de mesures sanitaires appropriées. Les corps des fusillés débordaient aussi des deux fosses où ils avaient été jetés.
Après la visite de Heinrich Himmler, le 23 octobre 1941, le camp fut élargi. En décembre 1941, les nazis fusillèrent 180 Juifs prisonniers, accusés d'« instigation active ». Par exemple, dans la banlieue de Moguilev lors d'une rafle, 135 Juifs furent capturés sans étoile jaune et papiers d'identité et tués.
Environ 400 Juifs furent amenés de Slonim au camp le 23 mai 1942. Suivant la version d'un enseignant allemand Christian Gerlach, en 1942 (la date n'est pas certaine) 4 000 Juifs prisonniers furent tués en une seule « action » dans le camp.
Suivant les données des services de renseignement des partisans, vers le mois de septembre 1943, il ne restait plus dans le camp de Dimitrov que 500 personnes, parmi lesquelles 276 Juifs qui furent par la suite envoyés à Minsk puis à Maidanek.
Après s'en être pris aux Juifs, les Allemands s'en prirent aussi aux Juifs de familles mixtes, qu'ils trouvèrent puis tuèrent aussi. Ils tuèrent ainsi les enfants de Sipakova F.D. dont le mari était juif ; de même pour les quatre enfants de la famille Konokhovy, tués ensemble avec leur père. Le nombre exact des enfants tués par les nazis parce qu'ils provenaient de mariages mixtes n'est pas connu avec exactitude.
À l'automne 1943, pour cacher les traces de leurs crimes les Allemands déterrèrent les restes des tombes dans les villages de Polykovitch, de Novapachk, de Rasimirov et les brûlèrent.
Le chiffre global des victimes est repris par une Commission extraordinaire de l'État du 8 octobre 1944 et s'élève à 10 000 Juifs. Toutefois, dans les documents cités, il n'est pas tenu compte des fusillés du camp situé dans l'usine de Dimitrov. Le chiffre approximatif des victimes juives s'élève à 12 000.

## Résistance des juifs à Moguilev
La population juive de Moguilev s'est opposée à la politique des occupants hitlériens. Une petite partie des Juifs, ayant appris l'organisation de ghettos, réussit à quitter la ville avant l'arrivée des nazis. Pas mal de Juifs restèrent mais se cachèrent sur le territoire même de la ville. Ainsi les occupants exécutèrent K. Orlov, N. Stanilov et les époux Alter qui s'étaient cachés en dehors du ghetto. En octobre 1941, la ville était prise et dès novembre furent logés dans la maison d'arrêt 437 Juifs aux fins de servir dans le service d'ordre de Moguilev, puis encore 28 en décembre 1941.
Les Juifs prirent une part active à la lutte antifasciste en participant, par exemple, à un groupe clandestin de 54 personnes (que dirigeait le lieutenant Moskeev) parmi lesquels 22 Juifs. Les clandestins se chargeaient de la recherche de renseignements. À Moguilev, parmi les clandestins se trouvait C. T. Fajntsaig qui en 1941 sous le nom de M. G. Leonov réussit à pénétrer dans l'hôpital allemand, où il parvenait à obtenir des renseignements et ce jusqu'à l'automne 1943.
Dans le camp de travail obligatoire, l'organisation clandestine était composée principalement de Juifs sous la direction de E.A. Kraskine et de S.G. Ropine. Après l'établissement de contacts avec le comité clandestin de Moguilev (M. M. Evtik), l'organisation s'occupa de la préparation des évasions, puis d'une liaison avec les partisans. En tout, 73 prisonniers s'enfuirent du camp.

## Cas de sauvetage de Juifs
Le nombre des Juifs sauvés est peu élevé. Semen Aronov fut sauvé du fait qu'il ne lui avait pas été pratiqué la circoncision. Il traversa toute la période de l'occupation. Génia Dyment se comporta audacieusement en s'adressant au bourgmestre de Moguilev, Félitsine, pour obtenir de l'aide. Celui-ci voyant ses documents d'identité, convaincu qu'elle était russe, lui permit de partir chez les partisans et de sauver ses sœurs Maria et Sonia. Beaucoup de Juifs entrèrent dans les rangs des partisans.
Pour avoir sauvé des Juifs, beaucoup reçurent le titre de juste parmi les nations.

## Mémorial

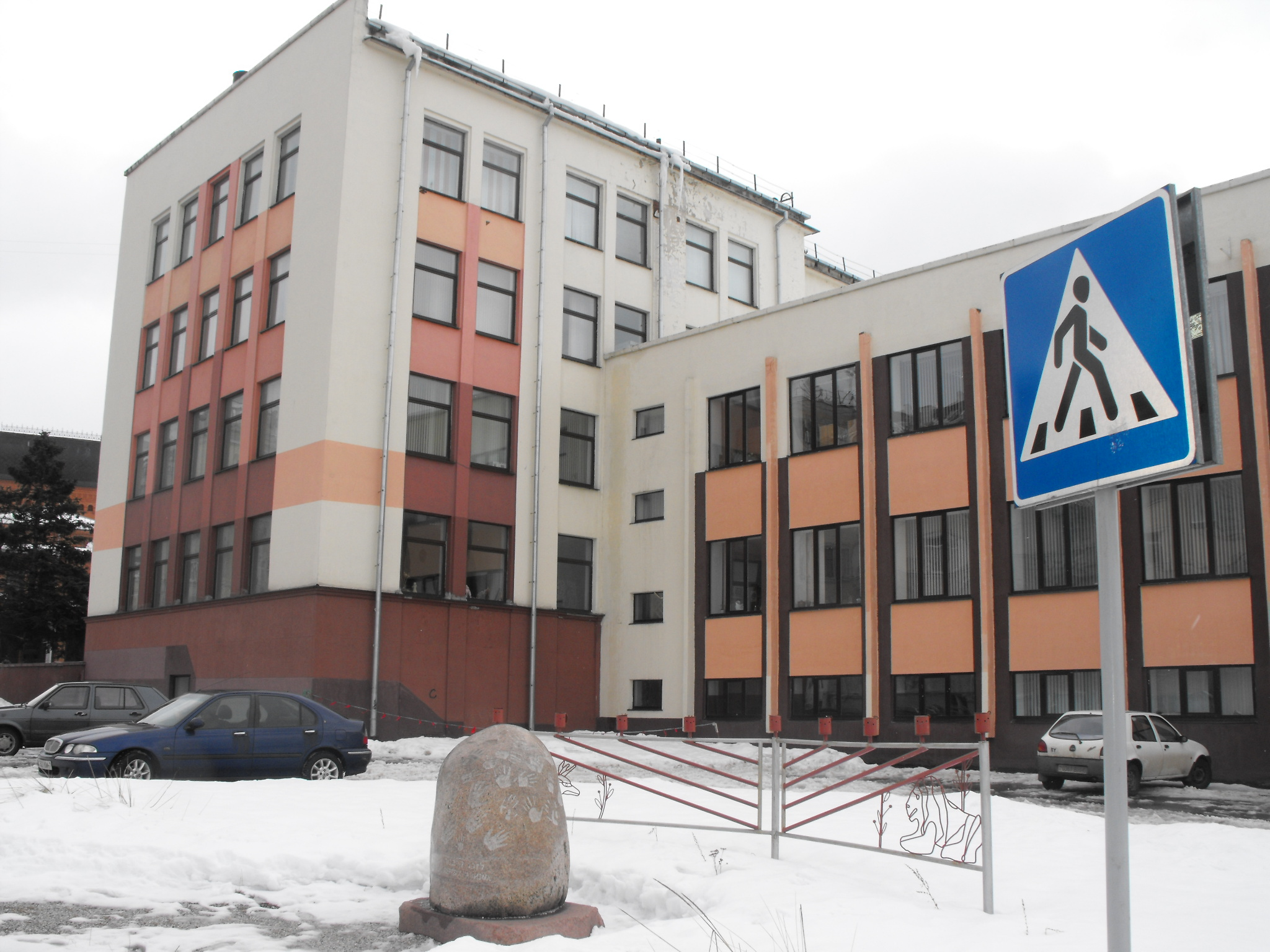
Pierre du souvenir « en souvenir des juifs de Moguilev, victimes du nazisme » à côté de la philharmonie de l'oblast

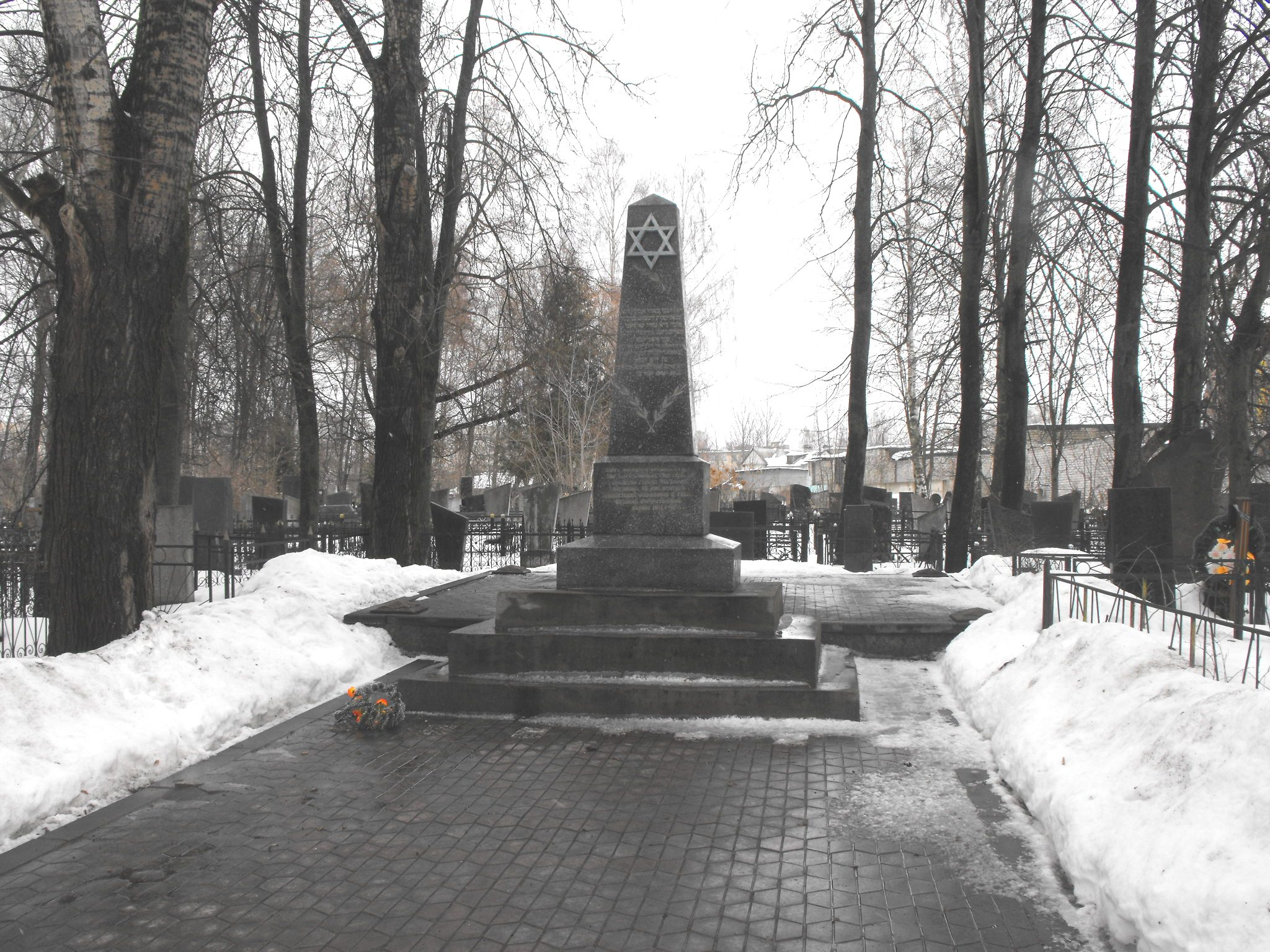
Mémorial aux juifs du ghetto de Moguilev dans le cimetière juif de Machekovsk

De nombreux endroits où les Juifs de Moguilev ont été enterrés à l'époque de la Shoah à Moguilev sont signalés.
Sur le monument élevé dans le cimetière juif de Machekovsk, on parle de plus de 2 000 victimes « citoyens soviétiques » sans référence à leur nationalité.
Dans les villages de Kasimirovk, Novopachk, Polykovitch sont cités les Juifs fusillés, les Biélorusses, les prisonniers de guerre. À côté des noms il n'est pas indiqué qu'il s'agit de tombes juives, si bien qu'elles ne sont pas séparées ni signalées séparément des autres et sont reprises comme des monuments de « citoyens soviétiques ».
Sur le territoire de l'usine de Dimitrov (Strommachina) (Строммашина), le lieu d'ensevelissement n'est pas renseigné par un obélisque. Dans le mur du bâtiment de l'usine, avait été élevé un mémorial, aujourd'hui enlevé.
Le 12 novembre 2008, à côté de la philharmonie de l'oblast de Moguilev à l'endroit du ghetto ouvert une inscription indique : « En souvenir des juifs de Moguilev, victimes du nazisme ».

### Sources
- (ru) Cet article est partiellement ou en totalité issu de l’article de Wikipédia en russe intitulé « Могилёвское гетто » (voir la liste des auteurs).
- (ru) Справочник о местах принудительного содержания гражданского населения на оккупированной территории Беларуси 1941-1944Traduction du titre : Traité sur les lieux de détentions forcée de la population sur le territoire de la Biélorussie 1941-1944
- (ru) Государственный архив Витебской области. — фонд 1-п, оп. 1, д. 102, л. 8Archives nationales de l'oblast de Vitebsk
- (ru) Национальный архив Республики Беларусь (НАРБ). — фонд 861, опись 1, дело 5, лист 25, 51, 76; фонд 4, опись 29, дело 111, лист 43[8]; фонд 845, опись 1, дело 9, листы 1, 5[8]Archives de la république de Biélorussie
- (ru) Государственный архив Российской Федерации (ГАРФ). — фонд 7021, опись 84, дело 13, лист 10-11; фонд 7021, опись 88, дело 43, лист 111[8]Archives d'État de la fédération de Russie
- (ru) Yitzhak Arad, Уничтожение евреев СССР в годы немецкой оккупации (1941-1944). Сборник документов и материалов, Иерусалим, издательство Яд ва-Шем, 1991, стр. 16  (ISBN 9653080105)Traduction du titre : L'extermination des juifs de l'URSS pendant l'occupation nazie (1941-1944) Recueil de documents et matériaux-Jérusalem
- (ru) Государственный архив (ГА) Могилёвской области. — ф. 9, оп. 1, дд. 14, 15[8]; ф. 271, оп. 1, д. 62, л. 18[8]; ф. 259, оп. 1, д. 48, л. 60[8]Archives de l'État de l'oblast de Moguilev